# Instytut Chemii Ogólnej i Ekologicznej Politechniki Łódzkiej
Instytut Chemii Ogólnej i Ekologicznej Politechniki Łódzkiej – jeden z instytutów Wydziału Chemicznego Politechniki Łódzkiej, funkcjonujący pod obecną nazwą od 1991. Powstał w 1970 jako Instytut Chemii Ogólnej.

## Historia Instytutu
Wśród dziewięciu utworzonych w 1945 na Wydziale Chemicznym PŁ katedr była Katedra i Zakład Chemii Nieorganicznej oraz Katedra i Zakład Chemii Ogólnej. Organizatorem Katedry Chemii Nieorganicznej i jej kierownikiem w latach 1945–1970 był prof. dr Edward Józefowicz, a Katedry Chemii Ogólnej z-ca prof. Bogumił Wilkoszewski, który kierował nią do 1953. W 1953 Katedra Chemii Ogólnej włączona została jako Zakład do Katedry Chemii Nieorganicznej, a kierowała nim do 1964 doc. dr Stanisława Witekowa. W 1964 Katedra Chemii Ogólnej została reaktywowana, a kierowała nią nadal do 1970 doc. dr Stanisława Witekowa (od 1969 jako profesor).
W roku akademickim 1945/46 utworzona też została Katedra Technologii Chemicznej Nieorganicznej, której pierwszym jej kierownikiem, do września 1946, był prof. dr Edmund Trepka. W latach 1946–1952 kierownikiem był z-ca prof. Eugeniusz Berger, w latach 1952–1968 katedrą kierował prof. Antoni Justat, a następnie w latach 1968–1970 doc. dr Konrad Janio. W skład katedry wchodziły: Zakład Technologii Nieorganicznej oraz Zakład Technologii Wody i Ścieków.
W Katedrze Chemii Nieorganicznej rozwinęły się następujące kierunki badań naukowych:
- kinetyka chemiczna, obejmująca badania przebiegu różnych reakcji na granicy dwóch faz ciekłych oraz niektóre problemy równowag fazowych
- chemia związków koordynacyjnych, zarówno w roztworach, jak i w stanie stałym, synteza nowych związków koordynacyjnych o praktycznym znaczeniu, badanie ich własności oraz równowag reakcji kompleksowania
- rentgenografia strukturalna i krystalochemia – początkowo wyznaczanie struktury nieorganicznych związków koordynacyjnych, a następnie również struktury związków organicznych
- chemia analityczna, opracowanie nowych metod analitycznych, zarówno klasycznych, jak i instrumentalnych oraz ich zastosowanie do analizy różnych substancji.

Prace naukowe prowadzone w Katedrze Chemii Ogólnej obejmowały:
- kinetykę reakcji w układach jednofazowych i wielofazowych, gdzie badano przebiegi reakcji na granicy faz ciecz–ciecz i ciecz–gaz
- związki koordynacyjne
- sonochemię, obejmująca badanie wpływu ultradźwięków na przebieg reakcji
- adsorpcję i katalizę – badania dotyczyły przede wszystkim właściwości powierzchni adsorbentów i katalizatorów.

W Katedrze Technologii Chemicznej Nieorganicznej prowadzone były badania w zakresie:
- technologii wody i technologii krzemianów
- odsiarczania gazów przemysłowych
- fluidalnej konwersji tlenku węgla
- wykorzystania odpadowego chlorku wapnia do produkcji chloru i azotanów
- zgazowania odpadów z rud uranowych,
- procesów jonitowego uzdatniania wody
- sorpcyjnego usuwania zanieczyszczeń z wód ściekowych.

W 1970 została zmieniona struktura Uczelni i wszystkich wydziałów. Wśród nowo powołanych instytutów utworzony został Instytut Chemii Ogólnej, który powstał z połączenia Katedry Chemii Nieorganicznej, Katedry Chemii Ogólnej i Katedry Technologii Chemicznej Nieorganicznej. Pierwszym dyrektorem Instytutu został prof. dr hab. Rajmund Sołoniewicz, który pełnił tę funkcję do 1975. W latach 1976–2002 dyrektorem Instytutu był prof. dr hab. inż. Tadeusz Paryjczak. W 1991 Instytut zmienił nazwę na Instytut Chemii Ogólnej i Ekologicznej. Od 2002 jego dyrektorem jest prof. dr hab. inż. Jacek Rynkowski.

## Władze Instytutu[2]
- Dyrektor – prof. dr hab. inż. Małgorzata I. Szynkowska-Jóźwik
- Z-ca dyrektora ds. kształcenia – prof. dr hab. inż. Wojciech Wolf
- Z-ca dyrektora ds. nauki – dr hab. inż. Paweł Mierczyński, prof. uczelni

## Struktura Instytutu
Z chwilą utworzenia Instytutu nastąpiła integracja niektórych kierunków badawczych i powstały cztery zespoły naukowe:

### Zespół Adsorpcji i Katalizy
Tematyka prac badawczych zespołu początkowo koncentrowała się na następujących problemach:
- zastosowanie chromatografii gazowej w badaniach adsorpcji i katalizy
- wpływ struktury porowatej nośnika na stopień dyspersji osadzonego metalu i jego aktywności katalitycznej w reakcjach modelowych
- szybkie metody chemisorpcyjne oznaczania selektywnej powierzchni metali w katalizatorach złożonych, mono i bimetalicznych
- badanie tlenkowych katalizatorów stosowanych w reakcjach utlenienia węglowodorów.

W latach późniejszych zakres badań został rozszerzony o następujące zagadnienia:
- oddziaływania wodoru, tlenu i tlenku węgla z wybranymi metalami oraz układami bimetalicznymi w szerokim zakresie temperatur
- własności fizykochemicznych katalizatorów tlenkowych osadzonych na nośnikach
- katalizatory kobaltowo-molibdenowe, katalizatory kobaltowo-molibdenowo-tellurowe, miedziowo–niklowe i niklowe promotorowane palladem
- dobór katalizatorów do otrzymywania poliestrów, do katalitycznej redukcji aromatycznych związków nitrowych, do usuwania śladowych ilości acetylenu w obecności dużych stężeń etylenu
- wpływ wody na proces termodesorpcji wodoru i dwutlenku węgla z katalizatorów typu metal–nośnik lub bimetal–nośnik
- reakcje metanizacji na różnych katalizatorach metalicznych i bimetalicznych osadzonych na nośnikach.

Na szczególne podkreślenie zasługują prace dotyczące zastosowania chromatografii gazowej w badaniach adsorpcji i katalizy. Badanie te miały w Polsce charakter pionierski.
Zespół kierowany był początkowo przez prof. dr hab. inż. Tadeusza Paryjczaka, a od 2005 przez prof. dr hab. inż. Jacka Rynkowskiego.

### Zespół Rentgenografii Strukturalnej i Krystalochemii[3]
Prace naukowo-badawcze zespołu koncentrują się na zagadnieniach z dziedziny krystalografii i rentgenografii strukturalnej, krystalografii stosowanej, a także metodyki rentgenograficznej:
- krystaliczna i cząsteczkowa struktura związków nieorganicznych, organicznych i koordynacyjnych ze szczególnym uwzględnieniem połączeń o znaczeniu biologicznym i farmakologicznym, wykazującym właściwości katalityczne
- komputerowe modelowanie struktury i projektowanie właściwości związków o znaczeniu farmakologicznym
- badania struktury związków o dużym znaczeniu aplikacyjnym, w szczególności leków, barwników i pigmentów organicznych oraz krystalicznych polimerów organicznych i nieorganicznych
- programowanie komputerowych obliczeń krystalograficznych.

Pierwszym kierownikiem Zespołu był prof. dr inż. Zdzisław Gałdecki, a od 1994 prof. dr hab. inż. Marek Główka.

### Zespół Chemii Nieorganicznej i Analitycznej
Główne kierunki badań zespołu to:
- analityka środowiska, a w szczególności oznaczanie analitów nieorganicznych w glebach, roślinach i produktach spożywczych
- analiza odpadów, osadów dennych i ściekowych, syntezę i badanie właściwości nowych związków koordynacyjnych lantanowców
- badanie równowagi kompleksowania w ciekłych układach dwufazowych
- efekty synergetyczne w procesach ekstrakcji lantanowców.

Zespół kierowany był początkowo przez prof. dra inż. Andrzeja Cygańskiego, następnie przez dra hab. inż. Bogdana Ptaszyńskiego, prof. PŁ, a od 2007 przez prof. dra hab. inż. Wojciecha Wolfa.

### Zespół Technologii Chemicznej i Ochrony Środowiska
Zespół jest kontynuatorem prac zainicjowanych w dawnej Katedrze Technologii Chemicznej Nieorganicznej. Prace naukowo-badawcze początkowo koncentrowały się wokół ważnych procesów technologicznych i obejmowały między innymi:
- badania kinetyki konwersji tlenku węgla z parą wodną na katalizatorze w złożu fluidalnym
- opracowanie sposobu otrzymywania saletry wapniowej i chloru z odpadów pochodzących z produkcji sody
- badania systemów wodno-ściekowych w zakładach przemysłowych.

W późniejszym okresie rozwinięte zostały badania związane z ochroną środowiska, w szczególności ochroną zasobów wodnych przed zanieczyszczeniami.
Do 2001 zespół był kierowany przez doc. dra inż. Konrada Janio, następnie w latach 2001–2003 przez doc. dra Zbigniewa Gorzkę, w latach 2003–2013 przez dra inż. Marka Kaźmierczaka, a od 2013 przez prof. dra hab. inż. Tomasza Manieckiego.

## Naukowcy związani z Instytutem
- Prof. dr hab. inż. Tadeusz Bartczak
- Prof. dr hab. inż. Maria Bukowska-Strzyżewska
- Prof. dr hab. inż. Andrzej Cygański
- Prof. dr hab. Danuta Czakis-Sulikowska
- Prof. dr inż. Zdzisław Gałdecki
- Prof. dr hab. inż. Marek Główka
- Prof. dr hab. inż. Janina Karolak-Wojciechowska
- Dr hab. inż. Andrzej Korczyński, prof PŁ
- Prof. dr hab. inż. Tadeusz Paryjczak
- Dr hab. inż. Bogdan Ptaszyński, prof PŁ
- Prof. dr hab. inż. Jacek Rynkowski
- Prof. dr hab. inż. Wojciech Wolf